# Гранд Нешнл
53°28′37″ пн. ш. 2°56′30″ зх. д. / 53.476944° пн. ш. 2.941667° зх. д.
Гранд Нешнл (англ. Grand National) — національне полювання кінні перегони, що проводяться щорічно на Aintree Racecourse, Ейнтрі, Мерсісайд, Англія. Перший забіг у 1839 році, це гандикап стипль-чез на офіційній дистанції приблизно 4 милі 2½ стадії (514 км), з кіньми, які перестрибують 30 парканів протягом двох кіл. Це найдорожча гонка зі стрибків у Європі з призовим фондом у 1 мільйон фунтів у 2017 році. Це найцінніша гонка зі стрибків у Європі з призовим фондом у 1 мільйон фунтів у 2017 році.
Траса, на якій проходять перегони, має набагато більші огорожі, ніж ті, які є на звичайних трасах «National Hunt». Багато з цих парканів, зокрема Бехерс-Брук, Чеір і Поворот каналу, стали відомими самі по собі, а в поєднанні з відстанню до події, створіть те, що називають «найвищим випробуванням коня та вершника».
Гранд Нешнл транслювався в прямому ефірі на безкоштовному наземному телебаченні у Великій Британії з 1960 року. Відтоді до 2012 року його транслювало BBC. Channel 4 транслював подію між 2013 і 2016 роками: права на трансляцію у Великій Британії було передано ITV від 2017 році. За оцінками, від 500 до 600 мільйонів людей дивляться Гранд Нешнл у понад 140 країнах. Перегони також транслювалися по радіо з 1927 року; BBC Radio мав ексклюзивні права до 2013 року. Talksport отримав права на радіокоментування у 2014 році.
І BBC, і Talksport наразі транслюють перегони повністю.
Останню гонку у 2024 році виграв I Am Maximus. З 2017 року гонку та супутній фестиваль спонсорує Randox.